# Qantas

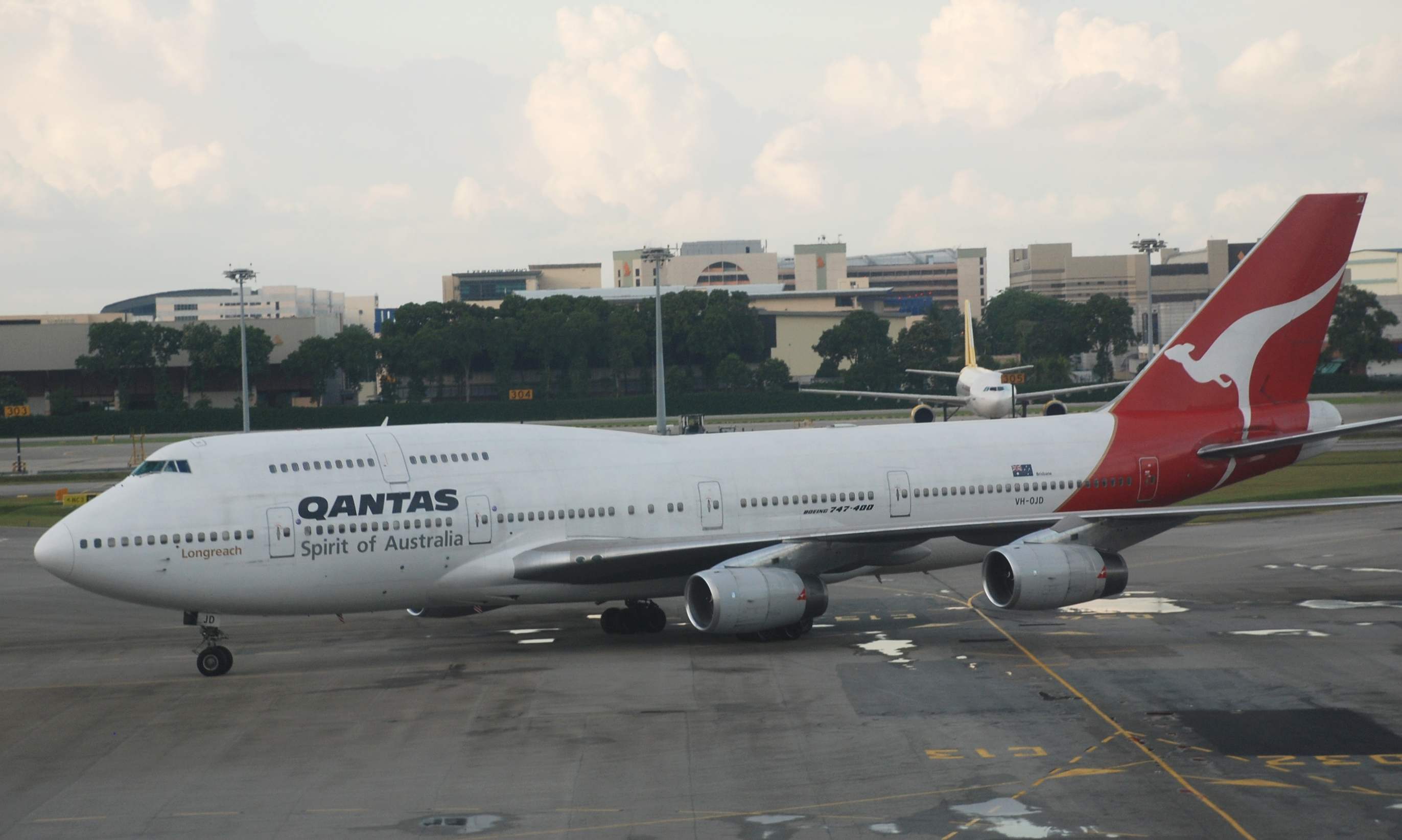
Un avion cu reacţie de tip Boeing 747-400 al companiei Qantas

Qantas (acronim de la numele englez „Queensland and Northern Territory Aerial Services”, Serviciile Aeriene din Queensland și Teritoriul de Nord, pronunțat /ˈkwɒn.təs/, v. AFI) este linia aeriană națională a Australiei.